# Awen
L'awen est un concept propre aux traditions poétiques des peuples celtiques du rameau brittonique. Il désigne en gallois, cornique et breton l'inspiration poétique et musicale comme un souffle divin qui parcourt le poète ou le musicien.
Le mot apparaît encore dans le troisième couplet de l'Hen Wlad fy Nhadau, l'hymne patriotique gallois.

## Étymologie
Le mot awen dérive de la racine indo-européenne *wel-, qui porte l'idée de « souffler ». Il a la même origine que le mot awel qui signifie « brise » en gallois et « vent » en cornique. Le mot est donc sous-tendu par la même idée de souffle que le mot « inspiration ».
La première attestation du mot apparaît dans l’Historia Brittonum de Nennius, moine compilateur des traditions historiques des royaumes brittoniques, au IXe siècle.
Le mot existe en gallois, en cornique et en breton avec le sens d'« inspiration poétique ou musicale, muse ».
Quelqu'un d'inspiré en tant que poète ou que prophète est appelé awenydd, awenyddion. Dans son utilisation actuelle en gallois, awen est parfois utilisé pour désigner un poète ou un musicien. Awen est aussi devenu un prénom masculin ou féminin dans les pays anglophones, ainsi qu'en Bretagne.

## L'awendans la tradition poétique galloise et brittonique
La référence à l'awen comme un souffle divin qui inspire le poète apparaît souvent dans le Livre de Taliesin. Il s'agit d'un pouvoir surnaturel.
Giraldus Cambrensis, prêtre et écrivain d'origine galloise du XIIe siècle, témoin précieux sur le pays de Galles de son temps, montre que ce souffle divin pouvait devenir une véritable possession divine : dans certaines conditions, les poètes inspirés pouvaient entrer en transe.
Plusieurs poètes gallois de l'époque chrétienne ont invoqué Dieu pour recevoir l'awen : un anonyme dans un poème en l'honneur du barde Cuhelyn Fardd (XIIe siècle) ; toujours au XIIe siècle, le "saint barde de Brecon" (Gwynbardd Brycheiniog), en commençant une ode à saint David, demande au Seigneur au milieu de la nuit de lui accorder l'inspiration (awen) en même temps que la brise (awel) de l'aube qui se lève.
L'importance de l’awen dans la culture galloise n'a pas disparu. En témoigne sa présence dans l'Hen Wlad fy Nhadau, l'hymne patriotique gallois, qui fait une large place aux poètes, aux chanteurs et à la langue nationale ; on le trouve au troisième vers du troisième couplet :
Ni luddiwyd yr awen gan erchyll law brad,

Na thelyn berseiniol fy ngwlad.

 
Le don poétique n'est pas entravé par la main hideuse du traître,

Ni la mélodieuse harpe de mon pays.

 

## Lawen dans les courants néodruidiques

Le symbole néodruidique d'Awen.

## L'awendans les courants néodruidiques
L'awen occupe une place importante dans les courants néodruidiques modernes et contemporains. Le mot y est en effet utilisé, d'une manière plus générale, pour évoquer la connexion ou le lien avec le divin. Selon Nicolas Boissière, « le terme awen, mot gallois généralement traduit en français par « inspiration », renvoie à un concept très important dans les cosmologies néodruidiques. Pour les néodruides en effet, ce terme… désigne à la fois la force de vie contenue dans toutes les choses de l'Univers et l'inspiration que les divinités envoient aux humains. Dans la plupart des cérémonies néodruidiques, le mot est chanté par trois fois au moment de commencer le rituel, en le décomposant en « aa-oo-en ». »